# Alexandre Pesle
Pour les articles homonymes, voir Pesle.
Alexandre Pesle, né le 9 juillet 1962 à Paris, est un acteur, scénariste et animateur de radio français.

## Biographie
En 1987, Alexandre Pesle fait ses débuts sur la chaîne de télévision Canal+ avec l'équipe des Nuls. Il écrit notamment pour les émissions Nulle part ailleurs, A.B.C.D. Nuls, Histoire(s) de la télévision et Les Nuls L'émission où il fait plusieurs apparitions dans les sketches en live, dont « La boîte aux questions » ou encore dans les fausses pubs des Nuls.
Après l'arrêt de Les Nuls L'émission, il apparaît dans Ce soir avec les Nouveaux où il continue d'écrire et d'interpréter des sketches. Il écrit ensuite pour l'émission Le Plein de Super animée par Yvan Le Bolloc'h et Bruno Solo, une émission se déroulant dans une voiture. En parallèle, il écrit pour l'émission Groland où il joue le rôle du reporter Fabien Julliard.
Entre 1995 et 1997, il coécrit avec Michel Hazanavicius le scénario du film Le Clone pour Élie et Dieudonné, sorti en juin 1998. En 1997, il anime également pendant deux mois un jeu télévisé sur France 2, Passe à ton voisin et écrit pour la presse, dans Infos du Monde nouvelle formule.
De 1998 à 2001, il coécrit avec Jean-Paul Bathany (entre autres) un tiers de la série H pour Jamel Debbouze et Éric et Ramzy sur Canal+. En parallèle, il écrit pour Arthur à plusieurs reprises dans l'émission 120 minutes de bonheur sur TF1.
De 2001 à 2004, il incarne le rôle du comptable Sylvain Muller dans la série Caméra Café, diffusée sur M6 tout en continuant à écrire pour Arthur et d'autres animateurs.
En 2002, il coécrit avec Jean-Paul Bathany, Bruno Nicolini et Frédéric Proust six épisodes de la série La Famille Guérin pour Canal+.
En 2004, il écrit son one-man-show et tourne dans le film Espace Détente, la première adaptation de la série Caméra Café.
En 2005, il participe puis coanime avec Patrick Timsit et Jean-François Halin l'émission Radio Timsit sur Europe 2 pendant cinq semaines, de 9 h à 10 h. De septembre 2005 à juin 2006, il anime l'émission On ne plaisante pas toujours sur Europe 2, durant la matinale de la station (6-9 h).
De 2005 à 2013, il joue dans son one man show intitulé Conseils à des jeunes qui veulent rentrer dans le show-bizness, mis en scène par Jean-Philippe Daguerre.
Alexandre Pesle n'a pas joué dans le film Le Séminaire (2009) — la suite d'Espace Détente — à la suite de désaccords avec la production. Sylvain, son personnage, a alors été supprimé du scénario (un dialogue au début du film y fait référence ; Sylvain est mort dans un accident de la route). Bruno Solo avait annoncé qu'Alexandre Pesle était en tournée pour son spectacle et qu'il ne pouvait pas assurer le rôle, mais ce dernier a tout de suite démenti, dénigrant le scénario de ce deuxième opus de Caméra Café et en accusant la production de lui offrir un cachet trop bas. Cet épisode provoque une brouille durable entre les deux hommes[source insuffisante]. Mais, lors d'une interview en novembre 2019, Pesle affirme être de nouveau en bons termes avec Solo.
Depuis 2019, il joue dans son deuxième one man show intitulé Conseils à des jeunes qui veulent rire de tout, mis en scène par Caroline Mansard.
Il a été par trois fois candidat au jeu de France 2, Fort Boyard (en 1997, 2004 et 2011).
Depuis septembre 2016, il est le présentateur de l'émission culturelle Le Grand Bazhart, diffusée sur les chaînes France 3 Bretagne, TV Rennes, Tébéo et TébéSud.
En mars 2022, il est à l'affiche du film Ne m'oublie pas de Mathieu Grillon.
Il fait son coming out en mars 2024.

## Filmographie

### Acteur

#### Cinéma
- 1987 : Cinématon #981 de Gérard Courant : lui-même
- 1996 : Delphine 1, Yvan 0 de Dominique Farrugia : l'homme qui saute à la fête
- 1997 : Didier de Alain Chabat : un figurant derrière Dominique Farrugia
- 1997 : Grève party de Fabien Onteniente : le mari de Valérie Bonneton
- 1999 : Les Parasites de Philippe de Chauveron : l'homme déguisé en bouffon pendant la fête du nouvel an
- 2005 : Espace Détente de Bruno Solo : Sylvain Muller
- 2005 : Mon petit doigt m'a dit de Pascal Thomas : l'enseigne de vaisseau Boulanger
- 2008 : Asylum d'Olivier Château : l'assistant
- 2010 : La Fête des voisins de David Haddad
- 2022 : Ne m'oublie pas de Matthieu Grillon
- 2025 : La Tournée de Florian Hessique

#### Télévision
- 1998 - 2001 : H (série) : un brancardier
- 2001 - 2004 : Caméra Café (série) : Sylvain Muller
- 2011 : Drôlement Bon (programme court) : Pascal
- 2015 : À votre service (série) de Florian Hessique
- 2023 : Caméra Café, 20 ans déjà (téléfilm) : Sylvain Muller

### Scénariste
- Alexandre Pesle a écrit pour Les Nuls, les émissions Les Guignols de l'info, le Plein de Super et Groland, la série H, Le 17 et La Famille Guérin (ces trois séries écrites pour Canal+), Caméra Café et Patrick Timsit en one man show.
- Il a coécrit le scénario du film Le Clone, interprété par Élie et Dieudonné.

## Théâtre
- 2005-2013 : Conseil à des jeunes qui veulent rentrer dans le show biz (one man show), Théâtre des Nouveautés, tournée.
- 2013 : Conversations avec ma Libido, pièce d'Eleni Laiou et Patrick Hernandez, Le Théâtre du Petit Gymnase.
- 2014-2015 : Tous des malades de Jean-Jacques Thibaud, mise en scène Alex Goude, tournée puis au Palais des glaces.
- 2016 : Eurêka! de Jean-Paul Bathany, mise en scène de Jean-Philippe Daguerre, théâtre des Variétés.
- 2019-2020 : Conseil à des jeunes qui veulent rire de tout (one man show), tournée (dont Le 109, à Saint-Malo).
- 2021 : Le Switch de Marc Fayet, mise en scène Luq Hamett, théâtre d'Edgar
- 2024 : Le Plus Heureux des trois d'Eugène Labiche, mise en scène Luq Hamett, Théâtre d'Edgar